# Портрет графині Юлії Самойлової з вихованкою Джованіною Пачіні та арапчатком
«Портрет графині Юлії Самойлової з вихованкою Джованіною Пачіні та арапчатком»  — парадний портрет роботи художника Брюллова Карла Павловича, створений у період 1832-1834 рр.

## Головна персона портрета

Юлія самойлова як мати з двома дітьми, що рятує життя дітей, ткаючи з гинучих Помпей. Фрагмент катини.

Юлія Павлівна походила з родини Пален і Скавронських, а родинними зв'язками була пов'язана з царським домом Романових, з родами російських і італійських аристократів  . Її за примусом віддали заміж за молодого флігель-ад'ютанта і графа Миколу Олександровича Самойлова. Самойлов вже був закоханий у Олександру Римську-Корсакову, але його авторитарна мати настояла на шлюбі з багатою Юлією Пален . Шлюб виявився надто невдалим і згодом вони домовились роз'їхатись, позаяк офіційне розлучення було справою важкою і небажаною у колі російських аристократів. Дітей у шлюбі з графом Самойловим не було і це з одного боку розкувало поведінку молодої, темпераментної і багатої Юлії Павлівни, з другого боку заклало низку життєвих проблем (флірт і нові невдалі кохання, взяття вихованок-дівчат замість власних дітей, проблеми з дорослими вихованками). Чопорне коло петербурзьких аристократів щиру у почуттях і мінливу графіню Самойлову вважало ексцентричною і трохи зарозумілою. Її яскрава зовнішність (нагадувала чорняву італійку ) і не менш яскраві вчинки стануть на роки привідами для чужої прискипливої уваги і пліток. Самойлова мимоволі стала «героїнею» приватних листів і мемуарів.
Доля звела молоду аристократку і молодого художника у Італії . Чуттєва Самойлова закохалась у талановитого художника і її почуття отримало взаємність . Про шлюб з коханим, але нешляхетним Карлом Брюлловим,  на той час не могло бути й мови. Коханню це не заважало і молоді багато спілкувались, разом відвідали розкопані Помпеї тощо. Юлія Самойлова роками мешкала у Мілані, де увійшла у місцеве коло італійських аристократів . Вона жваво цікавилась мистецтвом, музикою і театром. Значні кошти вона не стільки за аристократичними настановами, а за щирим захопленням витрачала на художників, скульпторів, композиторів. Так, у її міланському палаці збирались італійські композитори Гаетано Доніцетті, Вінченцо Белліні, Джоаккіно Антоніо Россіні . Меценатську діяльність Юлії Самойлової у Мілані помітили і ініціювали  1845 року створення на її честь пам'ятної медалі (у вільному перекладі « Покровительці вільних мистецтв ») .
Вони познайомились 1827 року в римському салоні Зінаїди Волконської, меценатки , російської аристократки, що перейшла у католицтво. Брюллов, що прибув у Рим ще 1822 року,  довго не міг знайти значущу тему для звітової катини перед Товариством заохочення художників та перед Імператорською академією. Чи не були пов'язані зволікання художника через втручання кохання в його італійське життя і приємне спілкування з Самойловою ? Портрет Юлії Самойлової з Джованіною та арапчатком сторювався у ті ж роки, що і картина «Останній день Помпеї». Відомо, що Помпеї вони відвідали разом.  Закоханий художник не тільки портретував Юлію, а й переніс її портретні риси щонайменше на двох паньонок в звітовій картині.

## Портрети графині Самойлової пензля інших художників

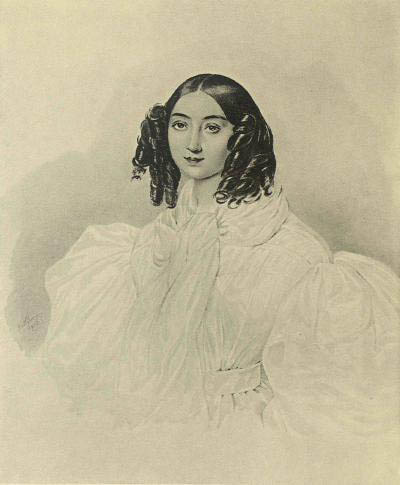
Акварельний портрет роботи Йогана Боссі.
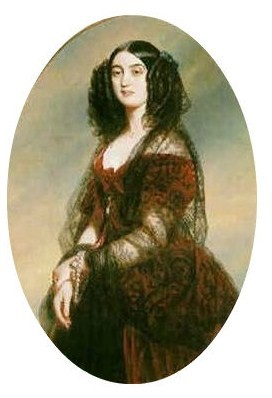
Майстер аристократичного портрета Вінтергальтер. Юлія Самойлова
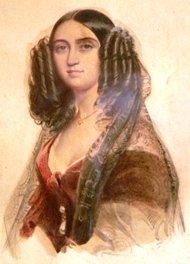
Акварельний портрет роботи Гау. 1840 р.

## Опис твору
Парадний портрет меценатки і прихильниці Карла Брюллова створювався у два заходи . Первісно Карл Брюллов почав працювати над цим портретом 1832 року у Римі. Про дату довідались з листа Тургенєва до князя Петра Андрійовича Вяземського , державного діяча, друга поета Олександра Пушкіна і самого непоганого поета.
В парадному портреті Юлії Самойлової він подав її у стрімкому русі, наче вона вбігла у палацову залу після прогулянки. Вона в повному розквіті жіночої краси і є практично ідеалом тогочасної аристократичної моди — модна зачіска, розкішні коштовності, рідкісної краси сукня з синього атласа, коштовна індійська шаль, котру вона невимушено скидає на руки арапчатки. Всі персонажі картини наче радіють зустрічі з нею, не оминаючи вихованки і кімнатної собачки, демонструють їй свою  прихильність.

## Провенанс
Парадний портрет Юлії Самойлової, закінчений 1834 року,  довго залишався у Західній Європі, міняючи власників. Його привозили у Російську імперію ще за років царату на виставку 1905 року, що відбулась і Таврійському палаці. Вдруге  вже за часів СРСР портрет привозили влітку 1966 року на виставку у Третьяковську галерею, але ніхто не зробив спробу придбати шедевр для радянських збірок. Згодом портрет став надбанням музею Хіллвуд (місто Вашингтон, Сполучені Штати) і став перлиною відділку живопису.